# Nathan Oduwa
Kelade Nathan Oduwa (Londra, 5 marzo 1996) è un calciatore inglese, attaccante svincolato.

## Carriera

### Club
Ha giocato nelle giovanili dei londinesi del Tottenham, con cui ha firmato il suo primo contratto professionistico nel 2012, all'età di 16 anni. Il 2 febbraio 2015 è stato ceduto in prestito fino al termine della stagione 2014-2015 al Luton Town, club della quarta divisione inglese, con cui ha giocato le sue prime partite da professionista (11 presenze nella Football League Two 2014-2015). Il 13 agosto 2015 viene ceduto in prestito per tutta la stagione 2015-2016 insieme al compagno di squadra Dominic Ball ai Rangers, militanti nella seconda divisione scozzese a seguito del fallimento del 2012; nel corso dell'annata, che il club conclude conquistando la promozione in prima divisione, Oduwa segna un gol (il 1º dicembre 2015 nella vittoria casalinga per 4-0 sul Dumbarton), peraltro il suo primo da professionista, in 15 partite di campionato giocate, ma a causa dell'arrivo di altri giocatori nel suo ruolo il suo prestito viene interrotto il 17 gennaio 2016 dopo 15 partite di campionato giocate. Dopo circa un mese nuovamente al Tottenham, il 26 febbraio 2016 viene ceduto in prestito per un mese al Colchester Utd, club della terza divisione inglese, con cui gioca 2 partite, finendo poi la stagione nuovamente agli Spurs (con cui comunque non gioca nessuna partita ufficiale).
Il 31 agosto 2016 viene ceduto in prestito fino al 2 gennaio 2017 al Peterborough Utd, nuovamente nella terza divisione inglese; dopo complessive 9 presenze (6 delle quali in campionato) fa quindi nuovamente ritorno al Tottenham.
In seguito ha giocato nella prima divisione slovena, in quella irlandese ed in quella azera.

### Nazionale
Ha giocato nelle nazionali giovanili inglesi Under-17, Under-18 ed Under-20.

## Palmarès

### Club

#### Competizioni nazionali
- Campionato sloveno: 1

Olimpia Lubiana: 2017-2018
- Coppa di Slovenia: 1

Olimpia Lubiana: 2017-2018
- Coppa d'Irlanda: 1

Dundalk: 2020